# إمارة إرزنجان
إمارة إرزنجان (بالتركية: Erzincan Beyliği) هي إحدى إمارات الأناضول، ظهرت القرن الرابع عشر وحتى بدايات القرن الخامس عشر في شرق الأناضول.

## الخلفية
بعد هزيمة سلاجقة الروم في معركة جبل كوسي سنة 1243م أصبح إيلخانيات المغول هم القوة الجديدة الحاكمة في الأناضول، ونشأ عن تفكك سلطنة السلاجقة بعض الإمارات الأصغر. لاحقاً، بعد تفكك سلطة المغول أيضاً في القرن الرابع عشر، أعلن بعض القادة العسكريين لخانات المغول استقلالهم وكانت بنو أرزنجان إحدى تلك الإمارات.

## نشوء الإمارة
كانت مدينة إرزنجان إحدى مدن إمارة بنو آرتين، وتقع على حدودها الشرقية، وكان الحاكم المعين على المدينة يدعى پير حسين (بالتركية: Pir Hüseyin).
بعد أن توفي پير حسين عام 1379م، أصبح مُطهَّرتن (بالتركية: Mutahharten) هو حاكم المدينة. على الرغم من أن أصول مُطهَّرتن مجهولة إلا أنه من المرجح أن أصوله تعود إلى الترك الغزيين وأنه ربما كان أحد أقرباء أمير بني آرتين،  وقد كان أتراك الأويغور يعملون كمسئولين حكوميين (بيروقراط) في الإمارات المنغولية.
خلى عرش بنو آرتين في عاميّ 1380م-1381م فأعلن مُطهَّرتن استقلال إرزنجان كإمارة، خلال فترة خلو العرش. وجد مُطهَّرتن نفسه في وضع حرج بعد أن أعلن القاضي برهان الدين أميراً على إمارة بنو آرتين، فأصبح محاطاً بالعديد من الأعداء. فبالإضافة إلى القاضي برهان الدين، كان يتربص به أيضاً إمبراطورية طرابزون، ومملكة جورجيا وسلطان آق قويونلو، فاعتمد سياسة المكائد من أجل حماية استقلاليته.

## نهاية الإمارة
توفي القاضي برهان الدين سلطان إمارة بني آرتين عام 1398م. فضمّ السلطان العثماني بايزيد الأول أراضي بني آرتين السابقة إلى الدولة العثمانية وبدأ يهدد إمارتهم.
كان غزو تيمورلنك للأناضول في بداية القرن الخامس عشر فترة وجيزة من الارتياح لمُطّهَّرْتَن الذي قبِل بسهولة سيادة تيمورلنك عليه لكي يحميه من العثمانيين. لكن بعد فترة قصيرة من انتهاء معركة أنقرة عام 1402م، غادر تيمورلنك المنتصر الأناضول، ثم توفي مُطهَّرتن في العام التالي.
بعد وفاة مُطهَّرتن، حاول ابن أخيه الصعود للعرش لكن ابنه نجح في التصدي له. وفي عام 1410م عُين شيخ حسين وهو حفيد مُطّهَّرْتَن حاكماً على الإمارة. إلا أن قره قويونلو نجحوا في احتلال المدينة في نهاية المطاف.

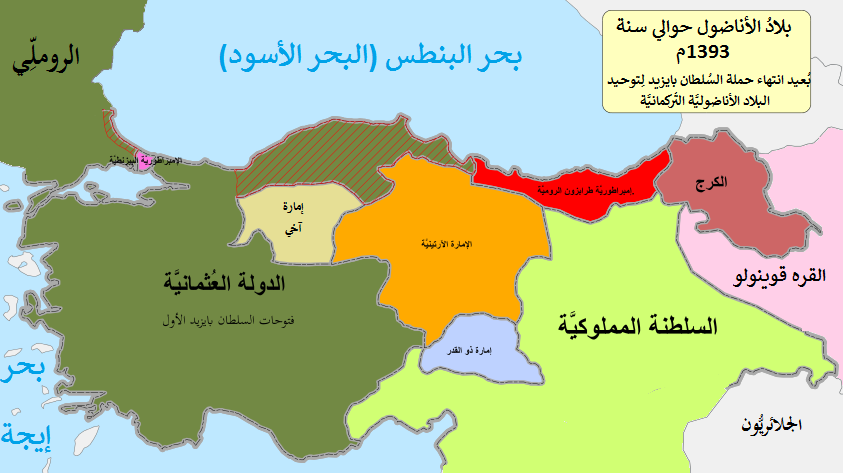
خريطة تبين أراضي دولة قره قويونلو في الشرق، وإمارة بني آرتين في الأناضول غرباً. نجح سلطان قره قويونلو في احتلال إرزنجان في نهاية المطاف وأنهى بذلك إمارة إرزنجان من التاريخ.

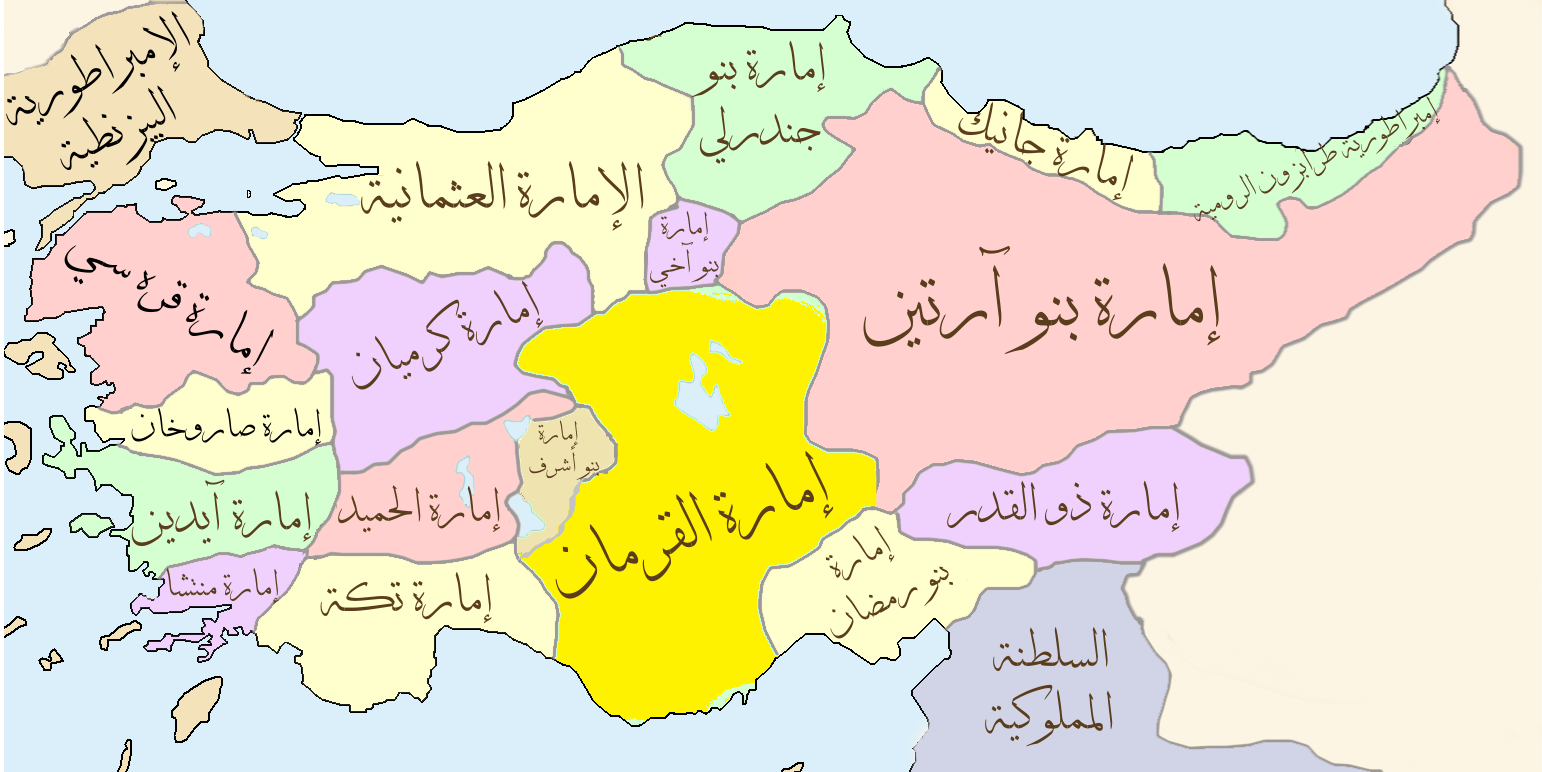
خريطة توضح موقع إمارة بنو آرتين شرق الأناضول.

## قائمة الحكام
| التاريخ     | الاسم                                                                                  |
| ----------- | -------------------------------------------------------------------------------------- |
| 1379م-1403م | مُطّهَّرْتَن بك - مؤسس الإمارة، أعلن الاستقلال في عام 1379م، وقام بسك العملات المعدنية باسمه |
| 1403م-1410م | الشيخ حسن - حفيد مُطّهَّرْتَن بك، ثاني وآخر حاكم معروف للإمارة                               |